# ジン・ブロッサムズ
ジン・ブロッサムズ（Gin Blossoms）は、アメリカ合衆国のロックバンド。1990年代前半、折りしもグランジ、オルタナ・ブームの真っ只中にもかかわらず、爽快なサウンドに親しみやすいメロディでカレッジチャートを中心に人気を博した。1997年に一度解散するものの、2002年に再結成。ライブ活動を精力的に行っている。

## 略歴

### バンド結成 - 解散
1987年に、ダグ・ホプキンス (ギター)、ビル・リーン (ベース)、ロビン・ウィルソン (ボーカル)、リチャード・テイラー (ギター)、クリス・マッキャン (ドラム)というメンバーでバンドを結成。その後、ドラマーがマッキャンからダン・ヘンザリングに、ボーカルがジェシー・ヴァレンズエラに交代。地元アリゾナ州テンピで人気を得て、1989年インディー・レーベルからアルバム『Dusted』をリリースしている。
1990年代に入るとドラマーがフィリップ・ローズに交代し、メジャー・レーベルA&Mレコードと契約。1992年、メジャーからのファースト・アルバム『ニュー・ミゼラブル・エクスペリアンス』を発表。ビルボード・アルバムチャート（Billboard 200）では、最高位30位ながらロングセラーを記録、400万枚以上のセールスを記録した。しかし、アルバム製作中にアルコール中毒であったホプキンスがバンドを解雇され、新たにスコット・ジョンソンがギタリストとして加入。その後、ホプキンスは1993年鬱病により自殺。32歳であった。
1996年、アルバム『コングラチュレイションズ・アイム・ソーリー』を発表。最高位は10位を記録するも、前作ほどの売り上げは得られず、翌1997年にバンドを解散する。

### 解散後
バンド解散後、ウィルソンとローズはガス・ジャイアンツ（Gas Giants）を結成。ヴァレンズエラはロウ・ワッツ（Low Watts）を結成するものの長続きせず、ソロ活動やプロデュース業へ移行。ウィルソンもプロデュース業に乗り出した。リーンは音楽活動から身を引いた。

### 再結成
2001年にバンド再結成。ツアー後の2006年に、10年ぶりとなるアルバム『Major Lodge Victory』をリリースした。

## メンバー

### 最新メンバー
- ビル・リーン (Bill Leen) – ベース (1987年–1997年、2001年– )
- ジェシー・ヴァレンズエラ (Jesse Valenzuela) – ギター、バック・ボーカル (1988年–1997年、2001年– )、リード・ボーカル (1987年–1988年、たまに1988年–1997年、2001年– )
- ロビン・ウィルソン (Robin Wilson) – リード・ボーカル (1988年–1997年、2001年– 、たまに1988年)、アコースティック・ギター、パーカッション、ハーモニカ (1988年–1997年、2001年– )、ギター、バック・ボーカル (1988年)
- スコット・ジョンソン (Scott Johnson) – ギター、バック・ボーカル (1992年–1997年、2001年– )
- スコット・ヘッセル (Scott Hessel) – ドラム、パーカッション (2012年– )

### 旧メンバー
- ダグ・ホプキンス (Doug Hopkins) – ギター (1987年–1992年) ※1993年死去
- リチャード・テイラー (Richard Taylor) – ギター、バック・ボーカル (1987年–1988年)
- クリス・マッキャン (Chris McCann) – ドラム、パーカッション (1987年–1988年)
- スティーヴン・シヴァーソン (Steven Severson) – ギター、バック・ボーカル (1988年)
- ダン・ヘンザリング (Dan Henzerling) – ドラム、パーカッション (1988年)
- フィリップ・ローズ (Phillip Rhodes) – ドラム、パーカッション、バック・ボーカル (1988年–1997年、2001年–2002年、2004年–2005年)
- スコット・カスミレック (Scott Kusmirek) – ドラム、パーカッション (2002年–2004年、2005年–2008年)
- ジョン・リチャードソン (John Richardson) – ドラム、パーカッション (2008年–2012年)

## ディスコグラフィ

### スタジオ・アルバム
- Dusted (1989年、San Jacinto)
- 『ニュー・ミゼラブル・エクスペリアンス』 - New Miserable Experience (1992年、A&M)
- 『コングラチュレイションズ・アイム・ソーリー』 - Congratulations I'm Sorry (1996年、A&M)
- Major Lodge Victory (2006年、Hybrid)
- No Chocolate Cake (2010年、429)
- Mixed Reality (2018年、Cleopatra)